# Балл (единица измерения)
Балл — единица выражения значения величины на шкале порядка. Слово «балл» переводится как «шар», предмет, традиционно применяемый при голосовании, причём чёрный шар означал голос против обсуждаемого решения, а белый — за него. Балльные оценки популярны в гуманитарных науках, особенно в психологии, социологии и медицине, где трудно или невозможно ввести постоянные абсолютные единицы.
Балл, в отличие от других единиц, не имеет постоянного размера, то есть одинаковой разности двух значений в баллах не соответствует одинаковая разность абсолютных размеров величины. В баллах принято измерять величины, проявления которых описываются качественно. К ним относятся — интенсивность землетрясений, сила шторма, знания школьника или студента. Каждому баллу на шкале приписывается определённое состояние величины, причём возрастание абсолютного значения величины всегда значение и увеличение значения баллов. Балльные шкалы всегда ранжированы по возрастанию, каждому значению даётся подробное и однозначное описание, дробных значений балльные шкалы не содержат. При необходимости уточнить содержание шкалы, количество баллов на ней увеличивается.
Несмотря на качественный характер значений в баллах, к ним можно применять некоторые арифметические действия — складывать, вычитать, находить среднее, максимальное или минимальное значение. Деление или умножение баллов обычно не выполняется. В сейсмологии интенсивность землетрясения уточняется по результатам инженерной сейсморазведки, путём расчёта приращения интенсивности из отношения акустических жесткостей эталонного и оцениваемого грунта. Значение приращения, при этом, может иметь нецелое значение и обычно округляется до целого.
При сдаче экзаменов на вождение применяется понятие «штрафных баллов», которые вычитаются из общей оценки.
В баллах выражаются следующие величины:
- Интенси́вность землетрясе́ния — качественно описывает влияние землетрясения на сейсмологические приборы, людей, животных, здания и сооружения, при сильных землетрясениях — на реки и рельеф. В России применяется шкала MSK-64 Медведева — Шпонхойера — Карника, однобалльное землетрясение ощущается только приборами, а двенадцатибалльное — вызывает полное разрушение всех зданий в районе землетрясения. Важное замечание: интенсивность землетрясения не измеряется по шкале Рихтера, а шкала Рихтера не использует баллы!
- Скорость ветра — величина приближенно определяет воздействие ветра на наземные предметы или волнение в открытого моря на высоте 10 метров над поверхностью. Эта величина измеряется в баллах по шкале Бофорта. Одному баллу противопоставлен штиль, что есть ветер со скоростью менее 20 см/с. Урагану (скорость более 117 км/ч) присвоено значение в 12 баллов.
- Волнение моря — определяется по шкале от 0 до 9 баллов, которая формируется на основе максимальной высоты волн или SWH ("Significance Wave Height" - Значительная Высота Волны). Ноль баллов это полное отсутствие волнения, 9 баллов соответствует сильному шторму с высотой волны 14 метров и выше. Градуировка шкалы несколько различается в разных странах.[6]
- Знание изучаемого предмета — в советском, а затем и в российском образовании используется пятибалльная шкала. Оценка «1 балл» означает незнание предмета, «5 баллов» — отличное.
- Пробки на дорогах — значение «один балл» описывается как «на дорогах свободно», «десять баллов» — «всё стоит»[7].
- Показатели качества продукции — вина, сыров и так далее. Оценка (измерение) значений по таким шкалам происходит на основе ощущений экспертов[8].
- Размер страховой части пенсии — в России баллы применяются с 1 января 2016 года[9]